# DGH
Los grados de dureza general o grados de dureza total (dGH o °GH) son una unidad de dureza del agua, específicamente de dureza general. La dureza general es una medida de la concentración de iones metálicos divalentes, como el calcio (Ca2+) y el magnesio (Mg2+) por volumen de agua. Específicamente, 1 dGH se define como 10 miligramos (mg) de óxido de calcio (CaO) por litro de agua. Como el CaO tiene una masa molar de 56.08 g/mol, 1 dGH es equivalente a 0.17832 mmol por litro de iones de calcio y/o magnesio elementales.
En las pruebas de agua, las tiras de papel a menudo miden la dureza en partes por millón (ppm), donde una parte por millón se define como un miligramo de carbonato de calcio (CaCO3) por litro de agua. En consecuencia, 1 dGH corresponde a 10 ppm de CaO pero a 17.848 ppm de CaCO3 ya que tiene una masa molar de 100,09 g/mol.